# Mike Magill
Charles Edward Magill (8 de fevereiro de 1920 – 31 de agosto de 2006) foi um automobilista norte-americano que esteve em seis (três) 500 Milhas de Indianápolis, (cinco (três) quando a prova fazia parte do calendário da Fórmula 1 de 1950 até 1960): 1956 (não se qualificou), 1957, 1958, 1959, 1960 (não se classificou) e 1961 (não se classificou).